# Concha Pelayo
Concha Pelayo Rapado (Muelas del Pan, Zamora; 1943) es una escritora española, crítica de arte,  gestora cultural, periodista y articulista habitual en diferentes medios de comunicación.

## Trayectoria
Concha Pelayo realizó los estudios de Bachillerato en el Instituto Claudio Moyano de Zamora siendo uno de sus profesores Agustín García Calvo, quien contribuyó a afianzarle el gusto por la literatura. Estudió secretariado de dirección en Madrid, en la Escuela Superior del Secretariado y posteriormente estudio Sociología en la UNED.  
Su padre fue el fotógrafo zamorano Máximo Pelayo Arribas, colaborando Concha Pelayo en la recopilación y edición de su obra.
En 1968, por su trabajo en la Compañía Arrendataria del Monopolio de Petróleos (CAMPSA), se traslada a vivir a Barbastro (Huesca). A su vuelta a Zamora, empezó a desarrollar su actividad como escritora, publicando artículos en El Correo de Zamora, donde alternaba ensayo, política, sociedad, reportajes, poemas o crítica de arte. Fue asimismo fundadora de la revista TZ de periodicidad trimestral, que abordaba temas de cultura, salud, viajes, motor,  gastronomía y vinos.
Ha colaborado habitualmente con diferentes medios de comunicación tales como: EMG, El Mundo Global, La Opinión de Zamora, El Día de Zamora, EL Adelanto de Zamora, TV Zamora y la COPE.  "Onda Cero Zamora"
Su pasión por los viajes la ha plasmado al escribir reportajes de viajes y turismo para diferentes revistas nacionales y extranjeras, como el El periódico del Turismo. También ha impartido conferencias sobre turismo en Zagreb (Croacia), Beirut (Líbano), Tenerife o Madrid,  participando en congresos nacionales e internacionales de turismo, por toda esta labor en apoyo al turismo ha sido reconocida con diferentes menciones nacionales y internacionales. Ha colaborado en festivales de cine turísticos, enmarcados en el CIFFT, Confederación Internacional de Films de Turismo, habiendo sido miembro del jurado en los certámenes de San Petersburgo, Amorgós (Grecia), Sinaia (Rumanía) o Barcelos (Portugal), Sesimbra (Portugal), Forma parte del Comité Internacional del Festival de Split (Croacia).
Es miembro de FEPET, Federación Española de Periodistas y Escritores de Turismo, AECA, Asociación Española de Críticos de Arte, así como órgano del Consejo de ARHOE, Asociación para la Racionalización de Horarios Españoles. 
Concha Pelayo es asidua colaboradora en encuentros literarios y ferias del libro, tanto en Zamora y provincia, como en otros puntos de España.

## Premios y reconocimientos
Ha recibido diferentes premios y reconocimientos tanto por su labor literaria como por su trabajo en el desarrollo y la difusión del turismo.
- Finalista Primer Certamen Literario "Poesía CAMPSA" 1978.
- Premio Nacional de cuento "CAMPSA" 1985.
- 28th. EUROPEAN AWARD FOR TOURISM en 2010 en Lecce, Italia.
- 25 EUROPEAM AWARD FOR TOURISM, Solin, Croacia, en 2010.
- Diploma de agradecimiento del Ministro de Turismo de Lituania por su labor difusora del país entregado en FITUR 2010.
- Personaje distinguido por su colaboración al desarrollo del turismo internacional en el stand de Lituania en FITUR en el año 2009 y en Lecce Italia en 2010 .

## Obras
Concha Pelayo escribe en los géneros literarios de poesía, ensayo, teatro y relatos. Ha participado, también, en diversas obras colectivas y catálogos de arte.
- En el tren (2020)
- Relatos imposibles (2018)
- Cartas sin vuelta, con dibujos de Charo Antón (2016)
- Poemas en la luna (2013)
- La muerte de "Los Cartones" (2012)
- Once poemas a Lorca (2011). Traducción al portugués de Carlos Sousa Almeida
- Huellas de emoción. Imágenes sobre Semana Santa y textos (2007)
- Poemario plural (2005)
- La mirada del pueblo. Fotografías antropológicas de Máximo Pelayo Arribas (2004) (traducido al portugués)
- Zamora tiempo de espera (2001)
- Hojas secas en mi caminar (2001)
- El ojo del cíclope (1992)
- Hojas secas en mi caminar (1990)
- "Esencias" (2015)

"Condena" 2022
La obra poética de Concha Pelayo figura en antologías como: Generación Subway “Nada es lo que parece” 2016 de Editorial Playa de ÁKABA.